# Phyllophorus
Genre
Phyllophorus est un genre d'holothuries (concombre de mer) de la famille des Phyllophoridae.

## Liste des espèces
Selon World Register of Marine Species (24 février 2015) :
- sous-genre Phyllophorus (Isophyllophorus) Liao & Pawson, 2001
  - Phyllophorus orientalis Liao & Pawson, 2001
- sous-genre Phyllophorus (Phyllonovus) Cherbonnier, 1988
  - Phyllophorus anomalia Cherbonnier, 1988
- sous-genre Phyllophorus (Phyllophorella) Heding & Panning, 1954
  - Phyllophorus contractura Cherbonnier, 1988
  - Phyllophorus drachi Cherbonnier & Guille, 1968
  - Phyllophorus dubius Cherbonnier, 1961
  - Phyllophorus longipeda (Semper, 1867)
  - Phyllophorus perforata (H.L. Clark, 1932)
  - Phyllophorus purpureopunctata (Sluiter, 1901)
  - Phyllophorus robusta Heding & Panning, 1954
  - Phyllophorus rosetta Thandar, 1994
  - Phyllophorus spiculata Chang, 1935
- sous-genre Phyllophorus (Phyllophorus) Heding & Panning, 1954
  - Phyllophorus calypsoi Cherbonnier, 1954
  - Phyllophorus granulatus (Grube, 1840)
  - Phyllophorus maculatus Liao, Pawson & Liu, 2007
  - Phyllophorus pedinaequalis Cherbonnier, 1969
  - Phyllophorus urna Grube, 1840
- sous-genre Phyllophorus (Phyllothuria) Heding & Panning, 1954
  - Phyllophorus cebuensis (Semper, 1867)
  - Phyllophorus celer Koehler & Vaney, 1908
  - Phyllophorus discrepans (Sluiter, 1901)
  - Phyllophorus donghaiensis Liao & Pawson, 2001
  - Phyllophorus hypsipyrga (von Marenzeller, 1881)
  - Phyllophorus mammulus Cherbonnier, 1965
  - Phyllophorus ordinata Chang, 1935
- sous-genre Phyllophorus (Urodemella) Deichmann, 1944
  - Phyllophorus arenicola Pawson & Miller, 1992
  - Phyllophorus brocki Ludwig, 1888
  - Phyllophorus holothurioides Ludwig, 1875
  - Phyllophorus occidentalis Ludwig, 1875
  - Phyllophorus proteus Bell, 1884
  - Phyllophorus tenuis Haacke, 1880
- Phyllophorus dubia (Bedford, 1899)
- Phyllophorus exigua (Cherbonnier, 1980)

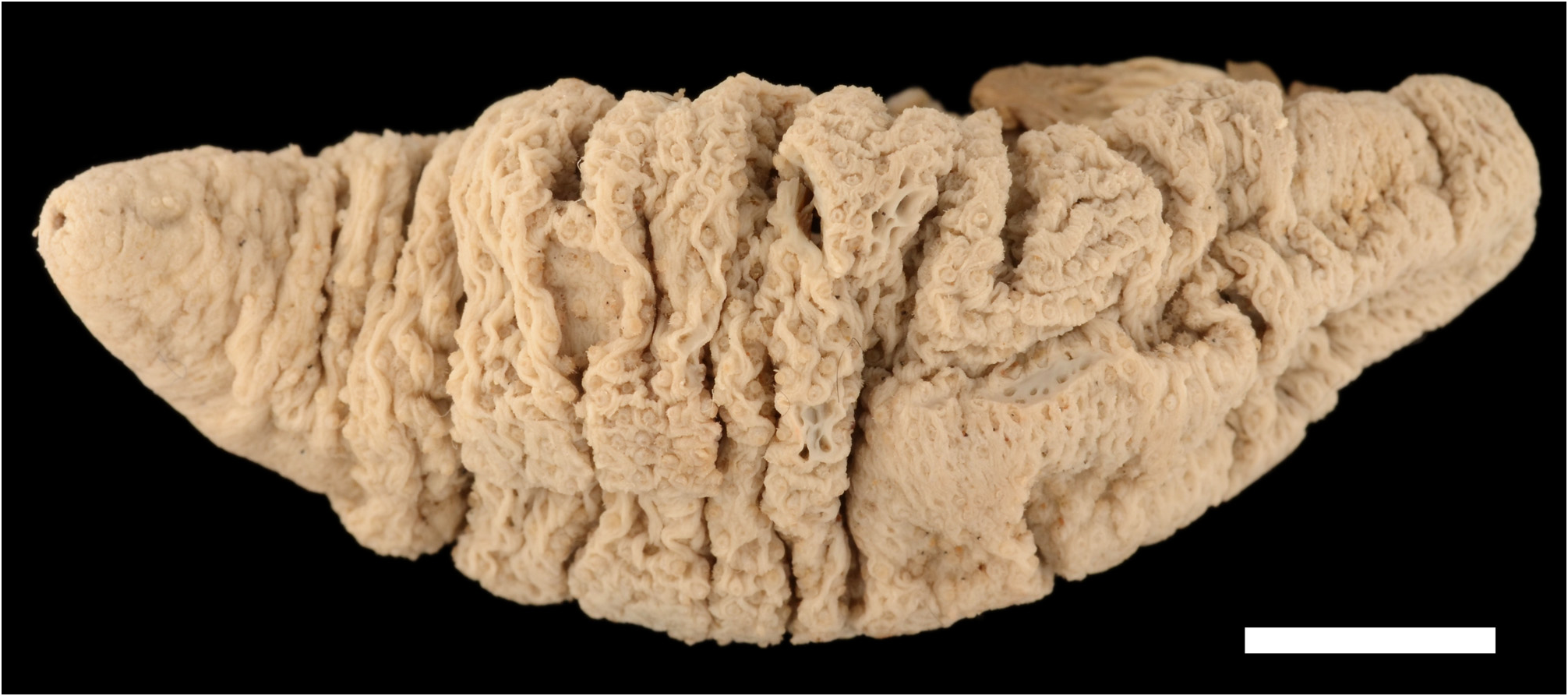
Phyllophorus aculeatus

- Phyllophorus kungi (O'Loughlin, 2012)